# Уоррен, Дэвид (изобретатель)
Дэвид Рональд де Мэй Уоррен (англ. David Ronald de Mey Warren; 20 марта 1925, Грут-Айленд, Северная территория, Австралия — 19 июля 2010, Мельбурн, Виктория, Австралия) — австралийский учёный, наиболее известный как создатель аварийного бортового самописца («чёрного ящика»).

## Ранние годы
Дэвид Уоррен родился на Грут-Айленде, острове у побережья Северной территории Австралии, в семье англиканского миссионера. Он стал первым ребёнком европейского происхождения, родившимся на этом острове. Дэвид учился в школах-интернатах: сначала в церковной школе Лонсестона (англ. Launceston Grammar School) в Тасмании, а затем в школе Троицы (англ. Trinity Grammar School) в Сиднее. В школе он увлекался радиотехникой и изготавливал детекторные приёмники, которые продавал одноклассникам.
В 1934 году отец Дэвида пропал без вести вместе с другими пассажирами и экипажем почтового самолёта «Miss Hobart» над Бассовым проливом.
Уоррен окончил университет Сиднея с дипломом бакалавра наук, и получил докторскую степень в Имперском колледже Лондона.

## Работа
Уоррен работал главным научным сотрудником научно-исследовательской лаборатории аэронавтики Организации оборонной науки и техники Австралии с 1952 по 1983 годы. Как химику, специализирующемуся на ракетном и авиационном топливе, ему довелось принять участие в расследовании произошедшей в 1953 году катастрофы первого в мире британского реактивного пассажирского лайнера De Havilland Comet. Дэвид пришёл к мысли, что запись переговоров экипажа в аварийной ситуации могла бы значительно помочь в подобных расследованиях. На эту мысль его натолкнул увиденный на выставке карманный диктофон. «Если бы какой-нибудь бизнесмен на борту того самолёта пользовался такой штукой, мы могли бы найти диктофон среди обломков, проиграть запись — и, возможно, сказали бы — „Вот что привело к катастрофе!“ — вспоминал Уоррен. — Все звуки, имеющие какое-либо отношение к происходившему, оказались бы на записи, и мы могли бы извлечь их из обломков». Бортовые самописцы использовались в авиации и ранее, но они фиксировали только параметры полёта и не записывали переговоры экипажа; кроме того, запись в них обычно производилась на одноразовую фотоплёнку. Уоррен предложил использовать в самописце магнитную ленту, которая могла быть перезаписана многократно, что сделало его устройство весьма практичным для гражданской авиации. Как и предполагал изобретатель, звукозапись оказалась невероятно полезной — более того, в ряде случаев наиболее «прорывными» для расследований оказались не столько собственно голоса экипажа, сколько записанные на плёнку посторонние звуки — щелчки срабатывающих предохранителей, гул двигателей и т. д. — послужившие важными подсказками.
Уоррен умер в Мельбурне, 19 июля 2010 года, в возрасте 85 лет. К гробу изобретателя прикреплена оранжевая табличка с надписью: «Изобретатель бортового самописца. Не открывать!» (англ. «Flight Recorder Inventor; Do Not Open»).

## Награды
В 2002 году Уоррен был удостоен звания Офицера ордена Австралии «за вклад в развитие авиации».
В 2007 году Дэвид Уоррен попал в список ста гениев современности, составленный экспертами международной компании Creators Synectics.
В ноябре 2008 года авиакомпания Qantas присвоила имя Уоррена одному из своих авиалайнеров Airbus A380 как признание его заслуг перед авиаиндустрией.